# Abadía (Spagna)
Abadía è un comune spagnolo di 326 abitanti situato nella comunità autonoma dell'Estremadura, nella valle del Ambroz non lontano dalla Via Delapidata.
L'unico villaggio nel comune è Abadía, tuttavia all'interno dei confini è situato il casale di Pedrarías.

## Confini
Il territorio municipale confina con
- Castiglia e León a nord.
- Zarza de Granadilla a ovest.
- La Granja a sud.
- Aldeanueva del Camino a est.

## Ambiente
Abadía è arroccato tra le sierre di Hervas e di Gargantilla. Se si sale in cima a queste sierre, si potrà vedere in dettaglio la Sierra de Gredos e la valle del fiume Alagón, che attraversa Salamanca.

### Escursioni
Ci sono due sentieri notevoli; quello del  Convento de la bien Parada. e un  sentiero. che si percorre in mountain bike; uscendo da Abadía, attraversa i comuni di Lagunilla e di Montemayor del Río, per attraversare la zona montagnosa di Hervas y Gargantilla.

### Idrografia
Per il villaggio passa il fiume Ambroz, che dà nome alla contrada in cui si trova. Sopra il fiume c'è una piscina naturale e una zona ricreativa.

## Società

### Evoluzione demografica
Sono disponibili dati riguardo alla popolazione del villaggio a partire dal XIX secolo:
| 1857 | 1860 | 1877 | 1887 | 1897 | 1900 | 1910 | 1920 | 1930 | 1940 | 1950 | 1960 | 1970 |
| 377  | 310  | 367  | 400  | 386  | 439  | 483  | 406  | 457  | 536  | 632  | 506  | 508  |
| 1981 | 1991 | 1996 | 1998 | 1999 | 2000 | 2001 | 2002 | 2003 | 2004 | 2005 | 2007 | 2010 |
| 300  | 275  | 283  | 278  | 271  | 276  | 282  | 297  | 290  | 288  | 277  | 321  | 326  |

## Servizi pubblici
Il comune conta un collegio, il CP Stmo. Cristo de la Bien Parada. Nella sanità, dispone di un consultorio medico e di una farmacia. La casa della cultura fu inaugurata nel 2002 e annovera una biblioteca. I suoi principali impianti sportivi son una pista polisportiva e una pista di frontenis. Per il villaggio passa quotidianamente una linea di autobus che unisce Salamanca, Plasencia e Cáceres.

## Storia
L'origine del villaggio è incerta. I resti archeologici più antichi appartengono a una villa romana legata a Cáparra, anche se vi sono notizie che i Vettoni popolarono queste terre. Successivamente, i musulmani costruirono una fortezza che andò modificandosi con il passare del tempo. Dopo, le terre e gli edifici furono donate forse all'Ordine del Tempio.
Nel XII secolo passò ad essere un'abbazia cistercense. Il primo riferimento scritto dell'abbazia, chiamata anche Sotofermoso, è di una bolla promulgata da Alessandro III a Benavente il 7 agosto 1168.
Nel 1260 Alfonso il Saggio istituì nell'abbazia una signoria indipendente di Granadilla. In quell'epoca si costruì l'attuale villaggio. Nel 1444, con l'arrivo di Fernando Álvarez de Toledo, conte d'Alba, l'abbazia cistercense si ampliò passando ad essere l'attuale Palazzo di Sotofermoso. Successivamente sarebbero passari per il palazzo persone illustri come Lope de Vega e Garcilaso de la Vega.
Alla caduta dell'Antico Regime la località si costituì in municipio costituzionale nella regione di Estremadura, Partido judicial di Granadilla. Nel censimento del 1842 contava 50 case e 274 abitanti.

## Festività locali
Nel villaggio si celebrano le seguenti festività: 
- Romería, il primo sabato di maggio.
- Santo Domingo di Guzmán, dal 4 al 6 agosto.
- Cristo de la Bien Parada, il 17 settembre.

## Monumenti e luoghi d'interesse
Ad Abadía è possibile visitare i seguenti luoghi d'interesse:

### Palacio de Sotofermoso
Il Palazzo di Sotofermoso fu costruito originalmente come fortezza templare, passando ad essere verso il XII o XIII secolo l'abbazia cistercense che diede nome al villaggio e, da ultimo, palazzo della Casa d'Alba. Appartenne alla Casa ducale d'Alba dalla metà del XV secolo fino all'inizio del XX.

### Monumenti religiosi
- Convento de la Bien Parada: datato al XVII secolo. È un complesso monacale francescano, attualmente in rovina, e che in passato fu facoltà universitaria di teologia e di musica. È in stile barocco austriaco e in pietra da taglio.
- Chiesa di Santo Domingo: è una chiesa dei secoli dal XV al XVII. I suoi grandi muri sono robusti e di pietra massiccia. Il suo porticato ha il tetto di legno e si appoggia su colonne di granito ottagonali. Al suo interno si trova il Cristo de la Bien Parada, proveniente dal pericolante Convento de la Bien Parada, e l'affresco sul muro di un'immagine intagliata dell'Addolorata di stile barocco. Il campanile è costruito con grandi mattoni di granito.

### Altri monumenti
- Ponte medievale sul fiume Ambroz: fu un importante luogo di passaggio per la transumanza. È a una sola campata e in esso risalta il suo unico arco in pietra da taglio granitica.
- Casa concistoriale: del XIX secolo, è un edificio a due piani e torrione.
- Piscina naturale: sul fiume Ambroz, è zona di bagni e picnic.